# Реймонд (тауншип, Миннесота)
Реймонд (англ. Raymond) — тауншип в округе Стернс, Миннесота, США. На 2000 год его население составило 255 человек.

## История
Тауншип Раймонд был организован в 1867 году и назван в честь Либерти Б. Раймонда, первого поселенца.

## География
По данным Бюро переписи населения США площадь тауншипа составляет 93,6 км², из которых 93,2 км² занимает суша, а 0,4 км² — вода (0,47 %).

## Демография
По данным переписи населения 2000 года здесь находились 255 человек, 72 домохозяйства и 57 семей.  Плотность населения —  2,7 чел./км².  На территории тауншипа расположено 78 построек со средней плотностью 0,8 построек на один квадратный километр. Расовый состав населения: 96,86 % белых, 0,39 % афроамериканцев и 2,75 % приходится на две или более других рас. Испанцы или латиноамериканцы любой расы составляли 1,57 % от популяции тауншипа.
Из 72 домохозяйств в 51,4 % воспитывались дети до 18 лет, в 70,8 % проживали супружеские пары, в 2,8 % проживали незамужние женщины и в 20,8 % домохозяйств проживали несемейные люди. 20,8 % домохозяйств состояли из одного человека, при том 11,1 % из — одиноких пожилых людей старше 65 лет. Средний размер домохозяйства — 3,54, а семьи — 4,11 человека.
45,1 % населения — младше 18 лет, 3,9 % — в возрасте от 18 до 24 лет, 23,5 % — от 25 до 44, 22,0 % — от 45 до 64, и 5,5 % — старше 65 лет. Средний возраст — 26 лет. На каждые 100 женщин приходилось 110,7 мужчин.  На каждые 100 женщин старше 18 приходилось 122,2 мужчин.
Средний годовой доход домохозяйства составлял 30 000 долларов, а средний годовой доход семьи —  31 094 доллара. Средний доход мужчин —  25 938  долларов, в то время как у женщин — 18 750. Доход на душу населения составил 15 223 доллара. За чертой бедности находились 11,9 % семей и 16,7 % всего населения тауншипа, из которых 22,9 % младше 18 лет.